# Estadio Jesús Bermúdez
Het Estadio Jesús Bermúdez is een multifunctioneel stadion in Oruro, Bolivia. Het stadion wordt vooral gebruikt voor voetbalwedstrijden, maar kan ook voor atletiekwedstrijden ingezet worden.  In het stadion kunnen 33.000 toeschouwers. 
Het stadion is vernoemd naar de voormalig doelman van het Boliviaanse elftal, die keepte tijdens de openingswedstrijd (voor Bolivia) van het wereldkampioenschap voetbal van 1930 in Uruguay. Bolivia speelde tegen Joegoslavië en Brazilië. De doelman Jesús Bermúdez speelde tevens voor Oruro Royal, de plaatselijke voetbalclub. Het stadion werd gebruikt voor 1 voetbalwedstrijd op de Copa América van 1997. De troostfinale tussen Mexico en Peru was in dit stadion (1–0).